# Maksim Sidorov
Pour les articles homonymes, voir Sidorov.
Maksim Sidorov (né le 13 mai 1986 à Moscou) est un athlète russe spécialiste du lancer du poids.

## Biographie
Troisième des Championnats d'Europe juniors 2005 de Kaunas avec un jet à 19,32 m, il remporte le titre des Universiades d'été de 2007 (20,01 m) devant le Letton Maris Urtans. Il participe aux Championnats du monde 2009 où il est éliminé dès les qualifications (18,92 m).
Ses meilleures performances sont de 21,45 m en plein air (2011) et 20,98 m en salle (2012).

### Palmarès
| Date | Compétition                    | Lieu     | Place | Temps   |
| ---- | ------------------------------ | -------- | ----- | ------- |
| 2005 | Championnats d'Europe juniors  | Kaunas   | 3e    | 19,32 m |
| 2007 | Universiade                    | Bangkok  | 1er   | 20,01 m |
| 2011 | Championnats d'Europe en salle | Paris    | 3e    | 20,55 m |
| 2012 | Championnats du monde en salle | Istanbul | 5e    | 20,78 m |
| 2012 | Jeux olympiques                | Londres  | 11e   | 20,41 m |